# スピードワゴンのナマ出し
スピードワゴンのナマ出し（-だし）とはUSEN・インターネットテレビGyaOの「MIDTOWN TV」内で毎週月曜日に放送、配信されていたオリジナルバラエティ番組。スピードワゴンの冠番組。
生放送は12時15分～13時、アーカイブ放送はバラエティchで放送日の19時から。

## 概要
「スピードワゴンと土岐田麗子の巻」が出演者はそのままリニューアルした番組。
2007年9月3日に放送開始。同年11月5日に放送回更新、アーカイブ放送は同年12月31日に終了。

## 出演者
- スピードワゴン（井戸田潤・小沢一敬）
- 土岐田麗子
- 鳥井温子（GyaO専属アナウンサー）
- 泉谷綾子
- ダブルブッキング
- ななめ45°
- JJポリマー
- ランチランチ
- 弾丸ビーンズ
- さがね正裕（丁半コロコロ）

## コーナー
グラビア尻相撲
グラビアアイドルが尻相撲で勝負し、勝者のみ30秒の宣伝時間を与えられる。

## ゲスト
| 回 | ゲスト                       | 放送期間                                 |
| -- | ---------------------------- | ---------------------------------------- |
| 1  | 田代さやか 藍原亜美          | 2007年9月3日 - 10日                      |
| 2  | ベッキー 白川ゆきな 福田麻衣 | 2007年9月10日 - 10月1日、30日 - 12月31日 |
| 3  | 次原かな 中川杏奈            | 2007年10月1日 - 15日、30日 - 12月31日    |
| 4  | 宮川大輔 西内まりや          | 2007年10月15日 - 22日、30日 - 12月31日   |
| 5  | 安田大サーカス               | 2007年10月22日 - 29日、30日 - 12月31日   |
| 6  | 庄司智春（品川庄司）         | 2007年10月29日 - 12月31日                |

1. ↑  スピードワゴンが別番組のロケで不在で9月17日の放送が休止、24日も都合により休止である為、アーカイブ放送が延長された。
2. ↑  8日が休みのため放送期間延長